# Station Boxbergheide
Station Boxbergheide was een spoorweghalte op spoorlijn 21A (Hasselt - Maaseik) in Genk. De stopplaats werd in 1979 geopend aan de Landwaartslaan. Net ten oosten van de halte splitsten lijnen 21C (naar het zuiden) en 21D (naar Genk-centrum) zich af van lijn 21A.
Met de invoering van het IC/IR-plan in 1984 werd de stopplaats gesloten. Enkele jaren na de afbraak van het seinhuisje van Bokrijk werd ook het minder goed onderhouden seinhuisje van Boxbergheide afgebroken. Net als het seinhuisje van Bokrijk was het seinhuisje van Boxbergheide voorzien van een hooimijtvormig schuilbunkertje (Anderson), waar de seinwachters in geval van oorlogsgeweld in konden gaan schuilen. Er kon maar één persoon in, en dan nog, in min of meer gehurkte houding.

## Aantal instappende reizigers
De grafiek geeft het gemiddeld aantal instappende reizigers weer op een week-, zater- en zondag.
| Tabel: aantal instappende reizigers station Boksbergheide | Tabel: aantal instappende reizigers station Boksbergheide | Tabel: aantal instappende reizigers station Boksbergheide | Tabel: aantal instappende reizigers station Boksbergheide |
|                                                           | Weekdag                                                   | Zaterdag                                                  | Zondag                                                    |
| --------------------------------------------------------- | --------------------------------------------------------- | --------------------------------------------------------- | --------------------------------------------------------- |
| 1979                                                      | 61                                                        | 0                                                         | 0                                                         |
| 1980                                                      | 48                                                        | 5                                                         | 0                                                         |
| 1981                                                      | 59                                                        | 4                                                         | 0                                                         |
| 1982                                                      | 38                                                        | 2                                                         | 0                                                         |
| 1983                                                      | 21                                                        | 9                                                         | 0                                                         |

0,0: Hasselt ·
1,7: Kuringen ·
4,9: Kiewit ·
9,5: Bokrijk ·
12,2: Boxbergheide ·
(15,7: Genk) ·
14,8: Winterslag ·
19,3: Zwartberg ·
21,8: Waterschei ·
22,8: As ·
28,3: Opoeteren-Dilsen ·
31,7: Rotem ·
34,3: Elen ·
39,2: Maaseik